# Anthony Coleman
Anthony Coleman   (Nova York, 30 d'agost de 1955) és un pianista de jazz d'avantguarda. Durant els anys vuitanta i noranta va treballar amb John Zorn a Cobra, Kristallnacht, "The Big Gundown, Archery" i "Spillane" i va ajudar a empènyer la música jueva moderna al segle xxi.

## Carrera
Als tretze anys, Coleman va començar a estudiar piano amb Jaki Byard. Al Conservatori Superior de Música de Nova Anglaterra va estudiar amb George Russell, Donald Martino i Malcolm Peyton.
Els col·laboradors de Coleman al llarg dels anys han inclòs el guitarrista Elliott Sharp, el trompetista Dave Douglas, l'acordionista Guy Klucevsek, el compositor David Shea, l'exmembre del grup de Captain Beefheart Gary Lucas, el clarinetista clàssic i klezmer David Krakauer, el guitarrista Marc Ribot, el baixista Greg Cohen, el bateria Joey Baron i el saxofonista Roy Nathanson.
Les composicions i treballs en solitari de Coleman reflecteixen el seu interès per la seva formació jueva. Els seus grups Sephardic Tinge i Selfhaters a la dècada de 1990 van explorar tant el llegat musical viu, ric i exuberant com van descriure foscament la lamentació d'una cultura minoritària a la diàspora. Tinge sefardita va fer moltes gires, sobretot per tot Europa, als anys noranta i principis del 2000.
Coleman's Disco by Night és una obra inspirada en la seva visita a la terra natal de la seva família, Iugoslàvia, i va ser el seu primer disc en solitari publicat per "Avant Records" del Japó el 1992. Shmutsige Magnaten, en què tocava les cançons del compositor de folk yiddish Mordechaj Gebirtig, víctima de l'Holocaust també va ser alliberada per "Tzadik Records" el 2006. Es va gravar en directe a mitjanit a la sinagoga més antiga de Cracòvia, (Polònia), a pocs passos del lloc de naixement de Gebirtig durant el Festival anual de música jueva de Cracòvia el 2005.
Els seus àlbums de duo, The Coming Great Millenium, Lobster & Friend i I Could've Been a Drum amb Roy Nathanson, exploren sobretot la diversió, la frivolitat i l'alegria al costat dels nostàlgics cors i ments dels jueus de la vella i moderna Amèrica. Aquests enregistraments caracteritzen l'estil de joc "lliure" de Coleman, així com les seves capacitats multiinstrumentals, amb ell també operen samplers, trombons, percussió, així com piano i veu. Coleman i Nathanson han actuat arreu dels Estats Units i Europa.
Coleman també és un compositor experimentat, amb nombroses obres encarregades per nombrosos conjunts, inclosa l'obra Pushy Blueness del 2006 que es va publicar a "Tzadik".
El seu treball inclou Damaged by Sunlight, publicat en DVD a França per "La Huit", l'àlbum Freakish: Anthony Coleman interpreta Jelly Roll Morton (Tzadik); una residència d'un mes a Venècia com a convidat de "Venetian Heritage", una comissió per al Conjunt parisenc Erik Satie: Echoes From Elsewhere; gires pel Japó i Europa amb la banda del guitarrista Marc Ribot Los Cubanos Postizos; una conferència / actuació com a part del simposi "Anton Webern und das Komponieren im 20 Jahrhundert" (Neue Perspektiven, Basilea, Suïssa) i una comissió de l'Orquestra de Cordes de Brooklyn (Empfindsamer).
Forma part del professorat del "New England Conservatory of Music" des del 2005 i del "Mannes College New School for Music" des del 2012. El seu àlbum The End of Summer presenta el seu "NEC Ensemble Survivors Breakfast".

## Altres activitats
Coleman és llicenciat en composició pel "New England Conservatory of Music" i la "Yale School of Music" i va assistir al seminari de Mauricio Kagel al "Centre Acanthes d'Aix-en-Provence", França. Ha rebut beques i residències de la "New York Foundation for the Arts", la colònia Djerassi, el "Civitella Ranieri Center", el "Freie und Hansestadt Hamburg Kulturbehörde" i el "Yellow Springs Arts Center". Va passar el semestre de primavera del 2003 ensenyant teoria i composició al "Bennington College" de Vermont. El 2004 va ser objecte d'un festival de tres dies, "Abstract Adventures", a Brussel·les, Bèlgica.
Coleman escriu articles a la revista "All About Jazz and Bomb" i va col·laborar en la col·lecció d'assaigs Arcana: "Musicians on Music de John Zorn" el 2000.

## Pel·lícules
A mitjan anys noranta, Coleman va aparèixer a Sabbath in Paradise, el documental de Claudia Heuermann sobre la música jueva a l'avantguarda del centre de la ciutat de Nova York, A Bookshelf on Top of the Sky, el documental de Heuermann sobre John Zorn i After Eden. El 2005 Coleman va ser entrevistat pel documental de Marc Ribot The Lost String, dirigit per Anais Prosaic.